# Royal Crown Derby

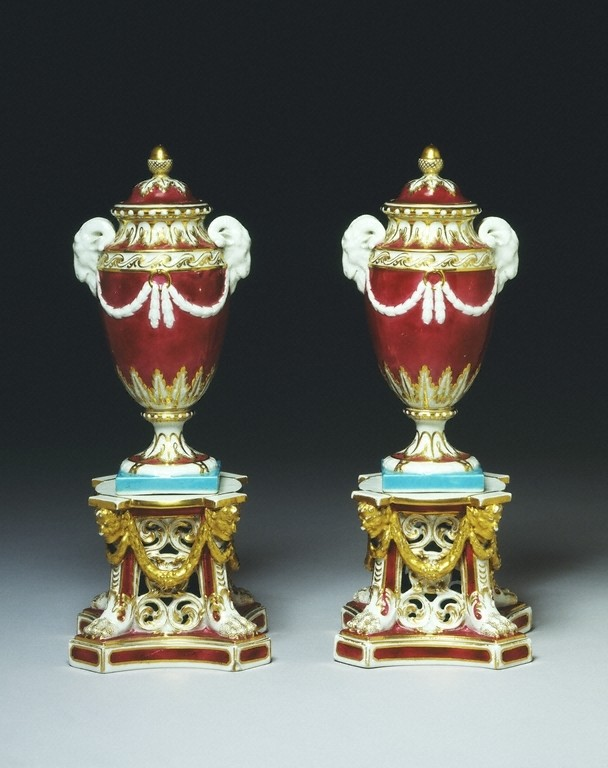
Paire de vases de la manufacture de porcelaine de Derby, 1772-1774.
V&A Museum n° 485-1875.

La Royal Crown Derby Porcelain Company est un fabricant de porcelaine basé à Derby, en Angleterre. La société est particulièrement réputée pour la haute qualité de sa porcelaine à la cendre d'os, dite « porcelaine anglaise ». Elle produit de la vaisselle de table et des articles ornementaux depuis le milieu du XVIIIe siècle.

## Histoire

### William Duesbury I et II

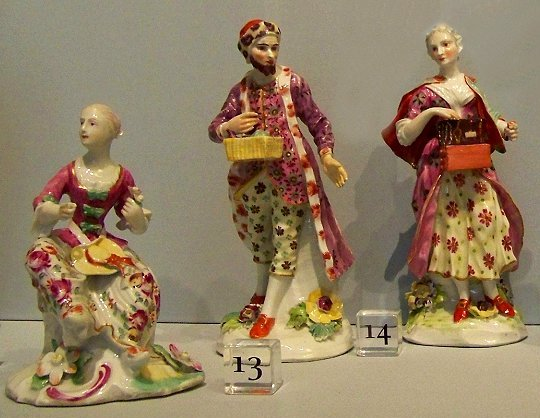
Trois personnages, 1758.
Aujourd'hui au Detroit Institute of Arts.

En 1745 André Planché, un immigrant huguenot venu de Saxe, s'installait à Derby où de 1747 à 1755 il réalisa des vases et des figurines de porcelaine tendre. Au début de 1756 il s'associait à William Duesbury (1725-1786), un peintre sur porcelaine passé par les manufactures de Chelsea et de Longton Hall, et au banquier John Heath. C'était la naissance de la Derby Company, bien que la production de porcelaine de Derby ait commencé plus tôt, dans les ateliers de Cockpit Hill, juste en dehors de la ville. Planché sortit de scène presque tout de suite et l'affaire fut développée par Duesbury et Heath, puis par Duesbury seul. Entrepreneur doué, Duesbury mit au point une nouvelle pâte qui contenait de la fritte de verre, de la stéatite et de l'os calciné. Cela permit à la manufacture de commencer à produire de la vaisselle de haute qualité. Il fit rapidement de Derby une référence dans la production de services de table et de figurines en embauchant les meilleurs talents disponibles pour le modelage et la peinture. La peinture des personnages était réalisée par Richard Askew, spécialiste des cupidons, et par James Banford. Zachariah Boreman et John Brewer se chargeaient des paysages, des natures mortes et des pastorales. Les motifs floraux complexes étaient dessinés et peints par William Billingsley.
En 1770, Duesbury améliora encore la réputation déjà élevée de Derby en rachetant la fameuse manufacture londonienne de porcelaine de Chelsea. Il maintint celle-ci sur son site initial jusqu'en 1784 (les produits de cette période sont connus sous l'appellation « Chelsea-Derby »), année où il fit détruire les bâtiments et transféra les actifs, y compris stocks, patrons et moules, ainsi que de nombreux ouvriers, à Derby. En 1776 à nouveau, il racheta ce qui restait de la naguère prestigieuse manufacture de porcelaine de Bow, dont il transféra également à Derby les éléments qui pouvaient l'être.
En 1773, les efforts de Duesbury furent récompensés par le roi George III qui après une visite des ateliers lui accorda la permission d'incorporer la couronne royale dans la marque de fabrique de Derby, à la suite de quoi la société prit le nom de « Crown Derby ».
En 1786, William Duesbury mourut, laissant la société à son fils, William Duesbury II, lui aussi entrepreneur de talent qui, tout en maintenant au plus haut la réputation de la société, mit au point plusieurs glaçures et types d'article nouveaux.

### Michael Kean
William Duesbury II ne vécut pas assez pour accomplir tout ce qu'il promettait : il mourut en 1797, à l'âge de 34 ans, laissant aux commandes de l'entreprise son associé, un Irlandais du nom de Michael Kean qui plus tard épousa sa veuve. Celui-ci ne semble pas avoir entretenu de bonnes relations avec la main-d'œuvre hautement qualifiée de la société, que de nombreux artistes éminents quittèrent. D'autres cependant réalisèrent sous sa direction une production de qualité, dont Moses Webster (peintre floral qui remplaça Billingsley), Richard Dodson (qui se fit une spécialité des oiseaux), George Robertson (paysages et marines) et Cuthbert Lawton (scènes de chasse). L'artiste le plus connu de l'époque est William Pegg, un quaker, réputé pour le style saisissant et unique de ses fleurs peintes. Il débuta en 1797 mais ses croyances religieuses le conduisirent à la conclusion que peindre était un péché et il cessa cette activité en 1800. Il la reprit en 1813 mais l'abandonna à nouveau en 1820.
En dépit de nombreuses productions de qualité, la période de Kean fut perturbée et la société en souffrit financièrement.
William Duesbury III, né en 1790, fils de William Duesbury II, prit la direction de la manufacture quand il fut en âge de le faire, en 1791. Kean ayant vendu ses parts à son beau-père, grand-père de William Duesbury, nommé Sheffield, la société continua sous le nom de « Duesbury & Sheffield ».

### Robert Bloor

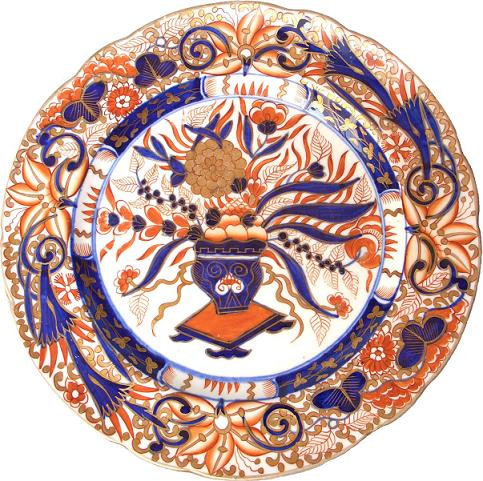
Assiette Crown Derby de style Imari, XIXe siècle.

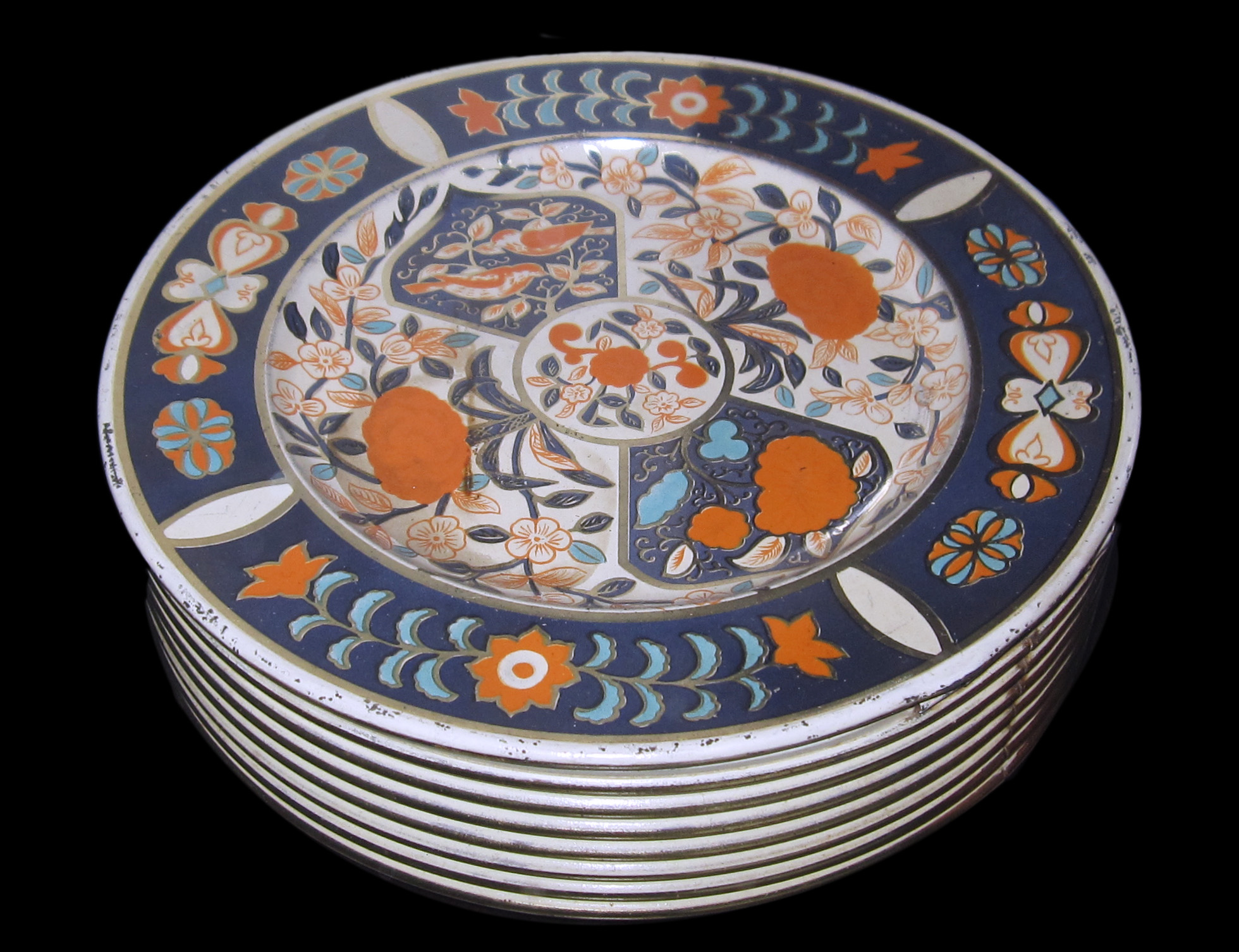
Boîte à biscuits en forme de pile d'assiettes de porcelaine de Derby, 1906.

En 1815, la manufacture fut donnée en location au responsable commercial et comptable de l'entreprise, Robert Bloor, et les Duesbury cessèrent définitivement d'y jouer un rôle. Bloor emprunta lourdement pour honorer les paiements exigés mais s'avéra un homme d'affaires hautement capable par sa façon de résorber les pertes et de remettre l'entreprise sur une base financière solide. Il possédait aussi un sens aigu de l'aspect esthétique de l'activité et sous sa direction la société produisit des œuvres richement colorées et de style élégant, s'inspirant notamment des modèles aux couleurs éclatantes de la porcelaine d'Imari, qui combinaient généralement des dessins géométriques complexes avec des motifs floraux variés. Ces productions s'avérèrent extrêmement et durablement populaires et Derby continua à prospérer.
Cependant en 1845 Bloor mourut et après trois années sous la direction de Thomas Clarke, les ateliers de Cockpit furent vendus et la manufacture fermée en 1848.

### King Street
Un groupe d'anciens employés ouvrit une nouvelle manufacture à Derby, sur King Street. Ils continuèrent à utiliser si ce n'est le nom, du moins les moules, patrons et marques de fabrique de l'entreprise précédente, ce qui maintint vivaces les traditions artisanales de Derby. Aucun procédé mécanique n'était utilisé et aucune pièce produite n'était exactement identique à une autre. Parmi les éléments préservés se trouvait le tour de potier originel, celui des Duesdury, encore en la possession de l'actuelle Royal Derby Company.

### Osmaston Road
En 1877, les récents acquéreurs du nom « Crown Derby » construisirent sur Osmaston Road une nouvelle manufacture impressionnante, ouvrant ainsi la période moderne de la porcelaine de Derby. Les modèles de Crown Derby devinrent immensément populaires à la fin de l'époque victorienne, leurs dessins romantiques et somptueux répondant exactement au goût du temps.

### Royal Crown Derby
En 1890, la reine Victoria désigna Crown Derby comme « fournisseur de porcelaine de Sa Majesté » et par Royal Warrant lui accorda de se nommer « The Royal Crown Derby Porcelain Company ».
En 1935 Royal Crown Derby rachetait la manufacture de King Street, réunissant ainsi les deux branches de l'activité.

### Allied Potteries
En 1964, la société fut rachetée par S. Pearson & Son et devint une partie de l'Allied English Potteries Group, bientôt rejoint par Royal Doulton.

### Royal Crown Derby (II)
En 2000, Hugh Gibson, ancien directeur de Royal Doulton et membre de la famille Pearson, prit la tête d'une opération de rachat qui refit de Royal Crown Derby une entreprise privée indépendante. Elle emploie en 2006 environ 300 personnes dans les ateliers d'Osmaston Road.
Les lignes de produits d'aujourd'hui comprennent les presse-papiers, introduits en 1981 et immensément populaires. Royal Crown Derby continue aussi à produire des modèles dans le style Imari, qui se caractérise par la richesse des couleurs et la complexité des dorures, dont les services de table Old Imari, Traditional Imari, Red Aves, Blue Mikado et Olde Avesbury.

## Centres d'exposition
Le Royal Crown Derby Visitor Centre de Derby présente un musée d'articles de porcelaine et offre des visites de la manufacture, une boutique de cadeaux et un restaurant. En outre, les collections du Derby Museum and Art Gallery présentent des productions des premiers temps de l'usine.